# TBS控股
TBS控股（日语：／ Tyī-bī-esu Hōrudyngusu */?），简称TBS HD，舊名東京電台（／ Rajio Tōkyō）、東京放送（／ Tōkyō Hōsō；又譯東京廣播公司）及東京放送控股（／ Tōkyō Hōsō Hōrudyngusu），是日本歷史最悠久的綜合民營廣播業者，也是日本第二家成立的廣播控股公司（認定放送持株會社），成立於1951年5月17日，2009年4月1日起改組為廣播控股公司。總部位於東京赤坂，旗下擁有全國聯播的廣播電台與電視台。
TBS控股的主要3家子公司包括：TBS電視台，一家以關東廣域圈為廣播對象區域的電視廣播型特定地面基幹廣播事業者；TBS電台，一家以關東廣域圈為廣播對象區域的調幅廣播（AM廣播）型特定地面基幹廣播事業者；BS-TBS，一家BS數字衛星廣播類型的基幹廣播事業者。

## 概要
1951年，株式會社東京電台（株式会社ラジオ東京）成立，開始經營中波（AM）廣播業務。成立之初，公司的性質為“一般廣播事業者”（現稱為“民間特定地面基幹廣播事業者”）。1955年，公司開始推出模擬電視業務。東京電台是核心局中唯一的廣電兼營者，呼號；因此，其電視台被稱為，其電台則被稱為。
1960年10月10日，東京電台在東京證券交易所上市，並變更公司名為「株式會社東京放送」，中文譯名「東京廣播公司」，通稱及英語縮寫為，係源自其英語全名。
2000年3月21日，株式會社東京放送為了實現經營管理的效率化，將其電台廣播製作部門和電視節目製作部門分拆為子公司。2001年10月1日，其旗下電台廣播製作子公司“株式會社TBS廣播及信息”（現名“TBS廣播”）繼承了母公司的中波廣播執照，完全獲得了母公司的廣播業務。據稱，株式會社東京放送的這一改制將促使其向控股公司轉變。
2009年4月1日，東京放送更名為“株式會社東京放送控股”，其旗下原有的電視廣播執照和電視事業、文化事業等相關業務及關聯公司統一分拆整合為“株式會社TBS電視”；東京放送控股則成為純粹的控股公司，為日本第二家經總務大臣認定的“認定廣播控股公司”。2020年10月1日，東京放送控股再度更名“株式會社TBS控股”，原有的「東京放送」名稱走入歷史。

TBS第一代Logo，採英文手寫體設計（1961年8月 - 1991年9月）
TBS第三代Logo，採英文羅馬體設計（1994年1月 - 2020年3月）
TBS現行的第四代Logo，採用設計過的英文黑體（2020年4月 - 迄今）

### 電視業務
TBS控股自2004年已將除電視信號傳輸和財務會計之外的其他與電視事業相關的業務，包括電視節目製作等，全部委託外包給了旗下子公司株式會社TBS電視，通稱TBS電視台。TBS控股本身並沒有製作任何電視節目，只是負責管理相關業務的分公司及子公司。自2009年4月起，在TBS控股向純粹控股公司轉變的過程中，所有的電視業務、包括電視廣播牌照都轉移到株式會社TBS電視名下。與此同時，所有原本屬於TBS控股而借調到TBS電視台的播報員，也在同一天成為TBS電視台正式員工。

### 電台業務
TBS控股的電台業務在2001年10月1日外包給當日成立的“株式會社TBS廣播及信息”，這其中也包括對廣播牌照的繼承。2009年4月，當TBS控股向純粹控股公司轉變的時候，數字廣播業務也被轉移到株式會社TBS廣播及信息。2016年4月1日，公司更名為“株式會社TBS廣播”，通稱TBS電台，從而實現與呼號和對外稱號的一致。廣播信號傳輸站則一直由TBS控股負責管理，而在TBS控股成為純粹控股公司之後，發射台站則交由TBS電視台管理。TBS電台的播報員均為關係企業外派（原從東京放送，後改從TBS電視台），所以TBS電台本身是不聘請任何播報員和主持人的。

### 文化業務
赤坂Sacas、赤坂BLITZ与赤坂ACT劇場的管理和相應活動的主辦權等文化事業，在TBS控股轉為純粹控股公司的時候已經移交給TBS電視台管理。但是赤坂Sacas的所有權和不動產管理依舊歸TBS控股所有。

## 沿革

### 發展年表

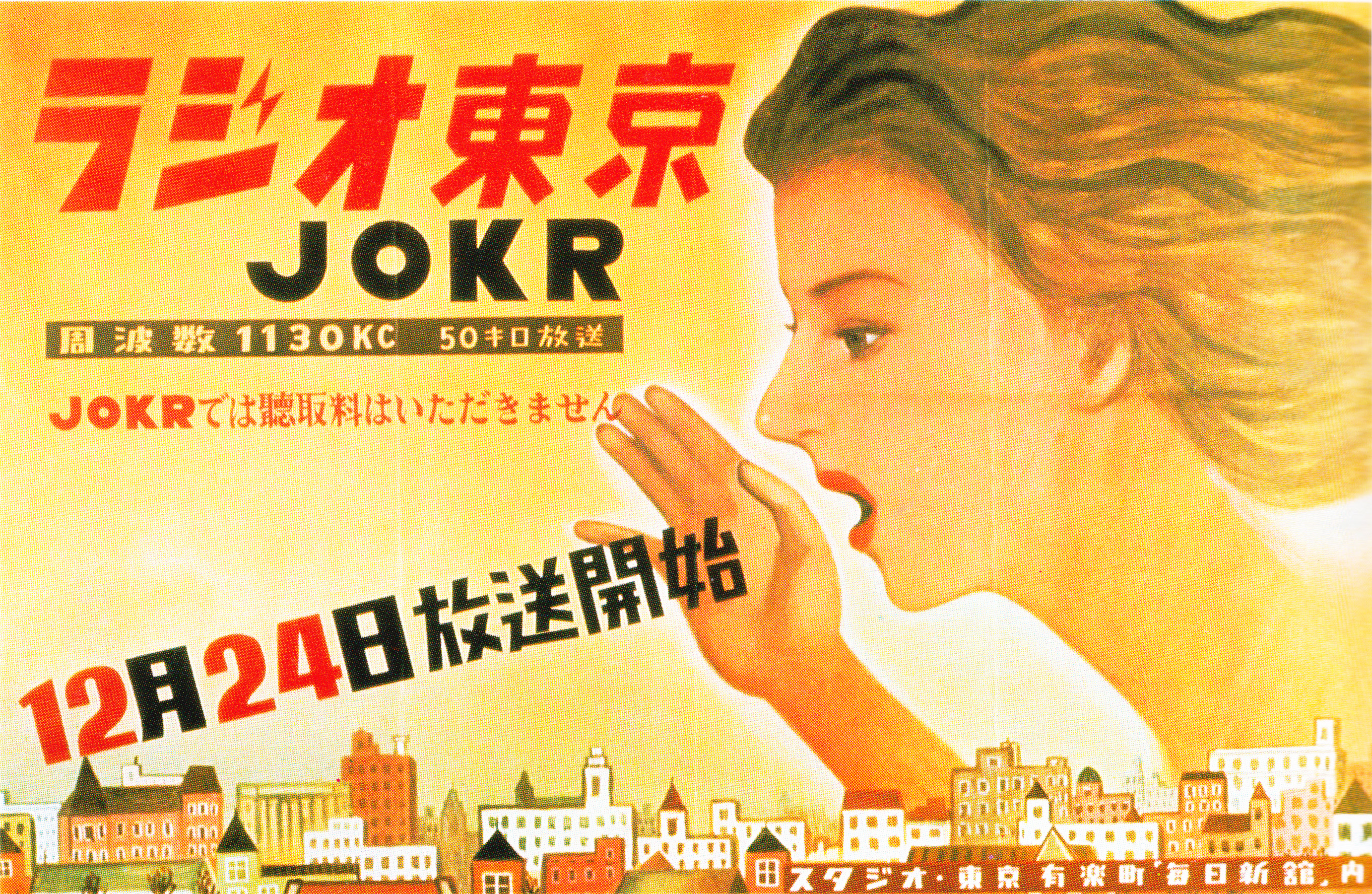
東京電台開台宣傳廣告

- 1951年5月17日，以日本電報通信社（今電通）為首，登記成立「株式會社東京電台」（株式会社ラジオ東京），總社設於東京都千代田区霞關，首任社長為足立正。
- 1951年12月24日，東京電台舉行開台典禮，並在新橋演舞場舉行開台前夜祭。
- 1951年12月25日，東京電台在東京都千代田區有樂町每日新聞東京本社新館開播，呼號「JOKR」。
- 1953年12月，東京電台開始使用簡稱「KRT」（Kabusikigaisha Radio Tokyo，即「株式會社東京電台」）。
- 1955年4月1日，東京電台於東京都港區赤坂開始電視廣播業務，台名為「KR電視台」（KRテレビ），以「JOKR-TV」為呼號。
- 1959年8月1日，為了與擁有全國性電視網的日本放送協會（NHK）競爭轉播皇太子明仁成婚慶祝遊行，在東京電台的主導下，日本第一個電視聯播網「JNN」（Japan News Network）成立。
- 1960年9月10日，KR電視台彩色電視開播。
- 1960年10月，東京電台於東京證券交易所第一部股票上市。
- 1960年11月29日，東京電台改名為株式會社東京放送（Tokyo Broadcasting System, Inc.），簡稱「TBS」。

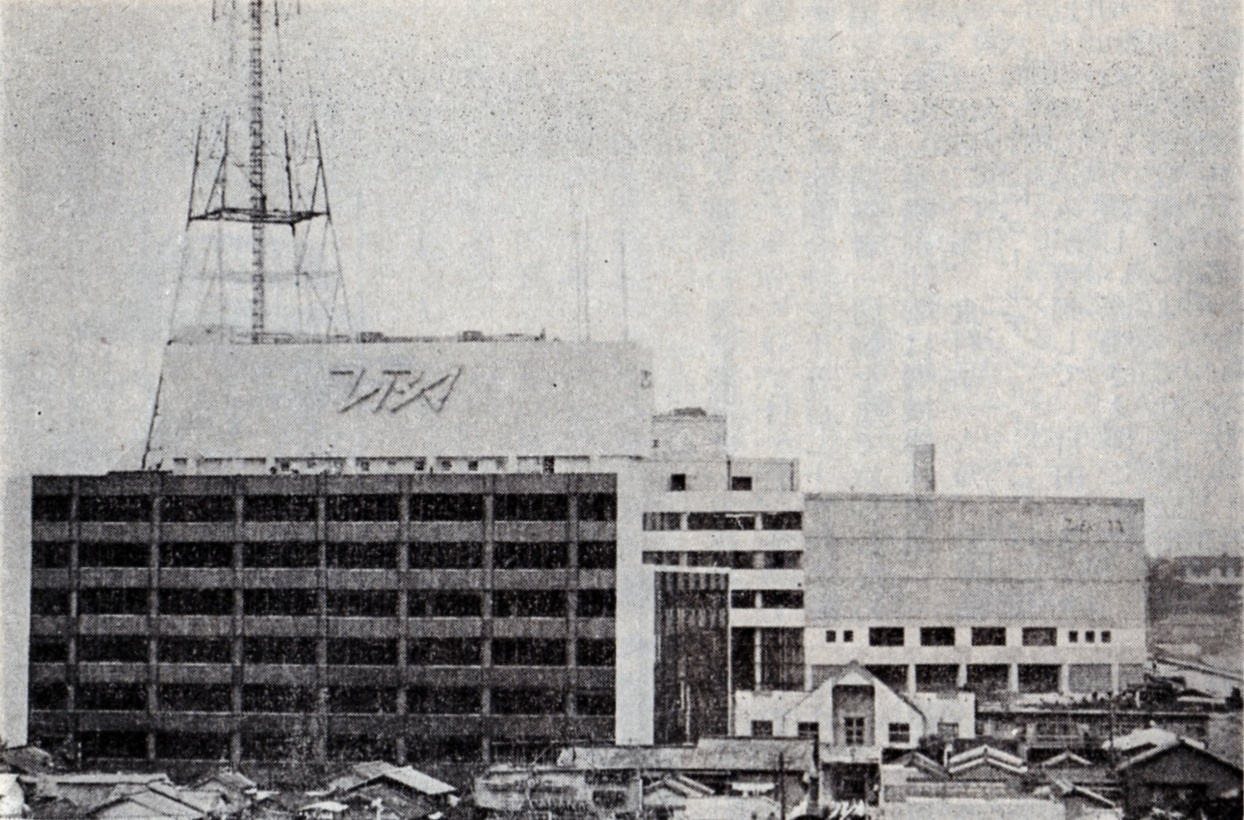
「東京放送本館」是東京放送舊總部，外牆懸掛東京放送英文手寫體商標。
拍攝於1961年

- 1961年8月，東京放送啟用以電波為主要意象的英文手寫體商標，是由今道潤三設計、市川景製作。
- 1961年9月，東京放送以「光之三原色」（藍色、綠色、紅色）做為代表顏色；藍色象徵「能力」，綠色象徵「熱情」，紅色象徵「責任」。
- 1961年10月，東京放送以「光之三原色」制定公司旗與標誌。
- 1961年10月12日，東京放送攝影大樓東側的「東京放送本館」（東京放送本館）完工，東京放送總部與攝影棚在兩個月內從攝影大樓搬遷至東京放送本館。
- 1961年12月1日，東京放送簡稱統一為「TBS」。
- 1965年5月2日，廣播聯播網「JRN」（Japan Radio Network）成立。
- 1969年，TBS開始現場直播《日本唱片大獎》（輝く!日本レコード大賞），成為每年年底的招牌電視節目。
- 1977年，每日新聞社遭遇經營危機，釋出持有的TBS股權。至此TBS的報營色彩漸趨轉淡。
- 1981年3月，TBS啟用綠山攝影棚。
- 1990年2月2日，台灣華視總經理武士嵩與公共關係組組長李泰臨訪問TBS、並與TBS總裁田中和泉簽約，華視與TBS正式締結為姊妹台。[8]
- 1991年9月30日，TBS啟用企業識別系統（CIS），廢除英文手寫體商標，但綜藝節目《Dream Press公司》（ドリーム・プレス社）繼續使用英文手寫體商標。
- 1994年3月，TBS總部從東京放送本館搬遷至TBS放送中心。
- 1994年10月3日凌晨1時，東京放送本館播音室停用，搬遷至TBS放送中心8至9樓。東京放送本館撤除電台廣播業務全部設備之後，改名「赤坂媒體大廈」（赤坂メディアビル），給東京放送各關係企業使用。
- 1998年4月1日，通訊衛星（CS）電視頻道「JNN News Bird」開播。同年，「TBS商店」（The TBS store）在赤坂媒體大廈1樓開幕。
- 2000年2月，TBS集團、JNN、TBS廣播網的統一標誌「Ji～n（日语：ジ〜ン）」啟用。
- 2000年3月21日，TBS電台廣播業務獨立為子公司「TBS廣播與信息公司」（株式会社TBSラジオ&コミュニケーションズ），電視娛樂節目製作業務獨立為TBS娛樂（株式会社TBSエンタテインメント），電視體育節目製作業務獨立為TBS體育（株式会社TBSスポーツ）。
- 2000年12月1日上午11時，廣播衛星（BS）電視頻道「BS-i」開播，總部設於東京放送本館。
- 2001年3月1日，東京放送情報節目製作業務獨立為TBS Live（株式会社TBSライブ）。
- 2001年10月1日，東京放送電台廣播業務改由TBS廣播與信息公司繼承。東京放送的電視頻道呼號改為「JORX-(D)TV」，其頻道名稱亦同步從「東京放送」改為「TBS電視台」（TBSテレビジョン）。
- 2002年，TBS委託佐野研二郎設計電視廣播業務吉祥物「BooBo」。
- 2002年7月1日，CS電視頻道「TBS Channel」開播。
- 2003年3月，東京放送本館被永久關閉與拆除。
- 2003年7月1日，TBS集團成員「木下製作公司」（株式会社木下プロダクション）改名「DREAMAX電視」（株式会社ドリマックス・テレビジョン），成為東京放送的子公司。
- 2003年12月1日上午11時，東京放送地面數位電視開播。
- 2004年10月，TBS娛樂合併TBS體育與TBS Live，改名「TBS電視」（株式会社TBSテレビ）。
- 2005年10月13日，日本網路企業樂天（Rakuten）宣佈持有TBS的15.46%股份，準備購併TBS，但受到對方的抗拒；最後於同年11月28日，雙方和解，改向合作關係方向發展。
- 2005年11月1日，TBS隨選視訊服務「TBS BooBo BOX」開始。
- 2006年4月1日，TBS地面行動數位電視開播，「JNN News Bird」改名「TBS News Bird」。
- 2008年9月1日，「TBS BooBo BOX」改版為「TBS on-demand」（TBSオンデマンド）。
- 2009年3月20日，《Dream Press公司》停播，東京放送英文手寫體商標正式走入歷史。
- 2009年4月1日，東京放送更名為「株式會社東京放送控股」，成為日本第二家依《放送法》（廣播法）實行「認定放送持株會社」制度的媒體企業，電視廣播業務由TBS電視繼承，數位電台廣播業務由TBS廣播與信息公司繼承，BS-i同時更名為「BS-TBS」。
- 2011年5月10日，東京放送控股以約489億日元買進最大股東樂天的所持股約3.777萬股，並於當日施行。樂天雖持有東京放送控股19.94%（表決權基準）股權，但通過此次的股權買入，兩家公司的資本關係已被解除。
- 2011年7月24日中午，TBS電視台結束模擬廣播。
- 2011年12月2日，東京放送控股賣出日本職棒橫濱海灣之星過半股權給DeNA，退出該隊經營。
- 2016年4月1日，TBS廣播與信息公司更名為「TBS廣播」（株式会社TBSラジオ）。
- 2020年4月1日，東京放送控股及轄下企業啟用於同年1月公佈的新版企業標誌，主顏色是藍色。標誌中「T」字中央的豎線至「S」右上角呈66.6度角，和TBS的電視頻道號碼相同，象徵TBS以電視為業務主軸的同時亦向新領域發展的決心。其補角則是23.4度，和地球地軸的角度相同，代表TBS製作面向世界的服務和節目的意志[9][10]。
- 2020年5月14日，東京放送控股宣布，自同年10月1日起，公司將以通稱更名為「TBS控股」，屆時使用超過40年的「東京放送」名稱將走入歷史。
- 2020年10月1日，東京放送控股正式更名為「株式會社TBS控股」[5]。

### 呼號變遷
| 時間段                        | 電台事業      | 電台事業 | 電視事業           | 電視事業           | 變更理由     |
| 時間段                        | 呼號          | 被許可人 | 呼號               | 被許可人           | 變更理由     |
| ----------------------------- | ------------- | -------- | ------------------ | ------------------ | ------------ |
| 1951年12月25日－1955年3月31日 |               | 東京電台 | 不適用             | 不適用             | 電台開始廣播 |
| 1955年4月1日－1960年11月28日  |               | 東京電台 | 東京電視           | 電視開始廣播       |              |
| 1960年11月29日－2001年9月30日 | 東京放送      | 東京放送 | 公司名變更         |                    |              |
| 2001年10月1日－2003年11月30日 | TBS電台與信息 | 東京放送 |                    | 電台業務重組子公司 |              |
| 2003年12月1日－2009年3月30日  | TBS電台與信息 | 東京放送 |                    | 數字電視開始廣播   |              |
| 2009年4月1日－2011年7月24日   | TBS電台與信息 | TBS電視  | 電視業務重組子公司 |                    |              |
| 2011年7月25日－2016年3月31日  | TBS電台與信息 | TBS電視  |                    | 模擬電視停止廣播   |              |
| 2016年4月1日－現在            | TBS電台       | TBS電視  | 公司名變更         |                    |              |

## 辦公地點
- 總部：日本東京都港區赤坂五丁目3番6號 TBS廣播中心
- 關西分部：日本大阪府大阪市北區梅田二丁目5番25號 梅田阪神第1大樓（日语：ハービスOSAKA）辦公樓12層
- 名古屋支部：日本愛知縣名古屋市中區錦三丁目24番17號 日本生命榮町大廈

## 公司資產
東京廣播控股及其控股的電台、電視台事業公司都擁有除內容和技術外的其他資產。在不動產方面，東京廣播控股股份有限公司擁有位於東京都港區赤坂的赤坂Sacas的相關地產所有權，東京廣播控股總部“TBS廣播中心（TBS放送センター）”就位於其中；此外，東京廣播控股還在橫濱市青葉區擁有綠山Studio City的地產所有權。
東京廣播控股在半導體設備製造商東京威力科創建立時就進行了投資，目前仍是該公司的最大股東。同時東京廣播控股也是風格生活集團（風格生活控股）的最大股東，這家公司主營零售業務，旗下擁有“風格廣場”（舊稱“索尼廣場”）等零售店。此外，東京廣播控股的一些持股也頗有價值。
但是，東京廣播控股缺乏能夠穩定公司的大股東，因此被稱為“容易被收購的公司”。

## 其他事業

### 金融相關事業
TBS控股長年與三井集團保持密切關係，首任社長足立正出身于三井物産，同時亦與三井不動産關係良好。除此之外，TBS控股從設立初期起主力銀行便是三井住友銀行，而現時TBS放送中心内也只設有三井住友銀行的ATM。日本新闻网唯一的賑災募捐專戶也設在三井住友銀行的赤坂支店。
直至2021年，TBS控股為三井集團各企業社長組成的二木会及三井業際研究所成員，是三井集團近年的新成員之一。但由於TBS控股本來不屬於三井集團的直系企業（企業名字内沒有「三井」），與三菱集團及第一勸銀集團也保持著良好關係。在TBS控股的股東中也包括東京三菱銀行，第一勸業銀行、東京海上火災保険、日産火災海上保険等非三井係企業。

## 資本構成
直至2021年3月31日爲止，TBS控股的資本構成如下。
| TBS控股十大股東                          | TBS控股十大股東 | TBS控股十大股東 |
| 股東名稱                                 | 持股數          | 持股比例        |
| ---------------------------------------- | --------------- | --------------- |
| 日本Master Trust信託銀行（信託基金賬戶） | 21,369,000股    | 12.51%          |
| 日本托管银行（信託基金賬戶）             | 15,384,000股    | 9.00%           |
| MBS媒體控股                              | 8,848,000股     | 5.18%           |
| 三井不动产                               | 5,713,000股     | 3.34%           |
| NTT DOCOMO                               | 5,713,000股     | 3.34%           |
| 日本生命保險                             | 5,006,000股     | 2.93%           |
| 三井物產                                 | 4,288,000股     | 2.51%           |
| Bic Camera                               | 4,190,900股     | 2.45%           |
| 松下電器                                 | 3,813,000股     | 2.23%           |
| 講談社                                   | 3,771,000股     | 2.20%           |

## 主要子公司
各加盟電視台、電台請參看TBS電視網和日本廣播網。
註：※表示適用日本法律的權益法相關公司，或附屬子公司。

### 廣播事業
- TBS電視股份有限公司
- TBS電台股份有限公司
- TBS衛星廣播股份有限公司
- TBS閃股份有限公司
- 藝術傳播系統股份有限公司（日语：アックス (会社)）
- 赤坂圖形藝術股份有限公司
- 東通股份有限公司（日语：株式会社赤坂グラフィックスアート）

### 音影及文化事業
- TBS電視股份有限公司
- TBS Glowdia股份有限公司（日语：TBSグロウディア）（持股100%）
- 日音股份有限公司（持股100%）
- OXYBOT股份有限公司（日语：OXYBOT）
- TC娛樂股份有限公司（日语：TCエンタテインメント）（持股51%）
- 風格生活控股股份有限公司（日语：スタイリングライフグループ）（持股51%）
  - 點亮購物俱樂部股份有限公司（日语：ライトアップショッピングクラブ）
  - CP化妝品股份有限公司
  - 馬克西姆巴黎股份有限公司
- C-TBS股份有限公司（日语：シー・ティ・ビー・エス）（東京廣播控股持股31.33%；TBS衛星廣播持股10%）
- 高爾夫電視網股份有限公司（日语：ゴルフネットワーク）（持股51%）
- Seven Arcs有限公司（持股100%）
  - Seven Arcs影業股份有限公司
  - Seven Arcs股份有限公司

### 腳註
1. ↑  擁有富士電視台與日本放送的富士媒體控股是第一家。

### 出典
1. 1 2  . .   [2020-10-01]. （原始内容存档于2020-10-01） （日语）.
2. ↑  . TBS Topics. 2023-10-02  [2024-03-19]. （原始内容存档于2024-03-19） （日语）.
3. 1 2 3 4 5 6   (PDF). .   [2024-07-10]. （原始内容存档 (PDF)于2024-09-02） （日语）.
4. ↑  「HD」為英文「控股」的簡寫。
5. 1 2  .   [2020-10-01]. （原始内容存档于2020-10-01）.
6. ↑  . Impress Watch.   [2019-08-19]. （原始内容存档于2020-10-01）.
7. ↑   (PDF). TBS控股.   [2019-08-19]. （原始内容存档 (PDF)于2020-10-01）.
8. ↑  中華民國電視學會電視年鑑編纂委員 編纂，《中華民國電視年鑑第七輯：民國七十九年至八十年》，中華民國電視學會1992年6月30日出版，第214頁。
9. ↑  . .   [2020-09-25]. （原始内容存档于2020-08-04） （日语）.
10. ↑   (PDF). .   [2020-09-25]. （原始内容存档 (PDF)于2020-02-05） （日语）.
11. ↑   (PDF). TBS控股.   [2021-07-09]. （原始内容 (PDF)存档于2021-07-09）.

## 外部鏈接
- 官方网站（日語）（英文）